# Jindong

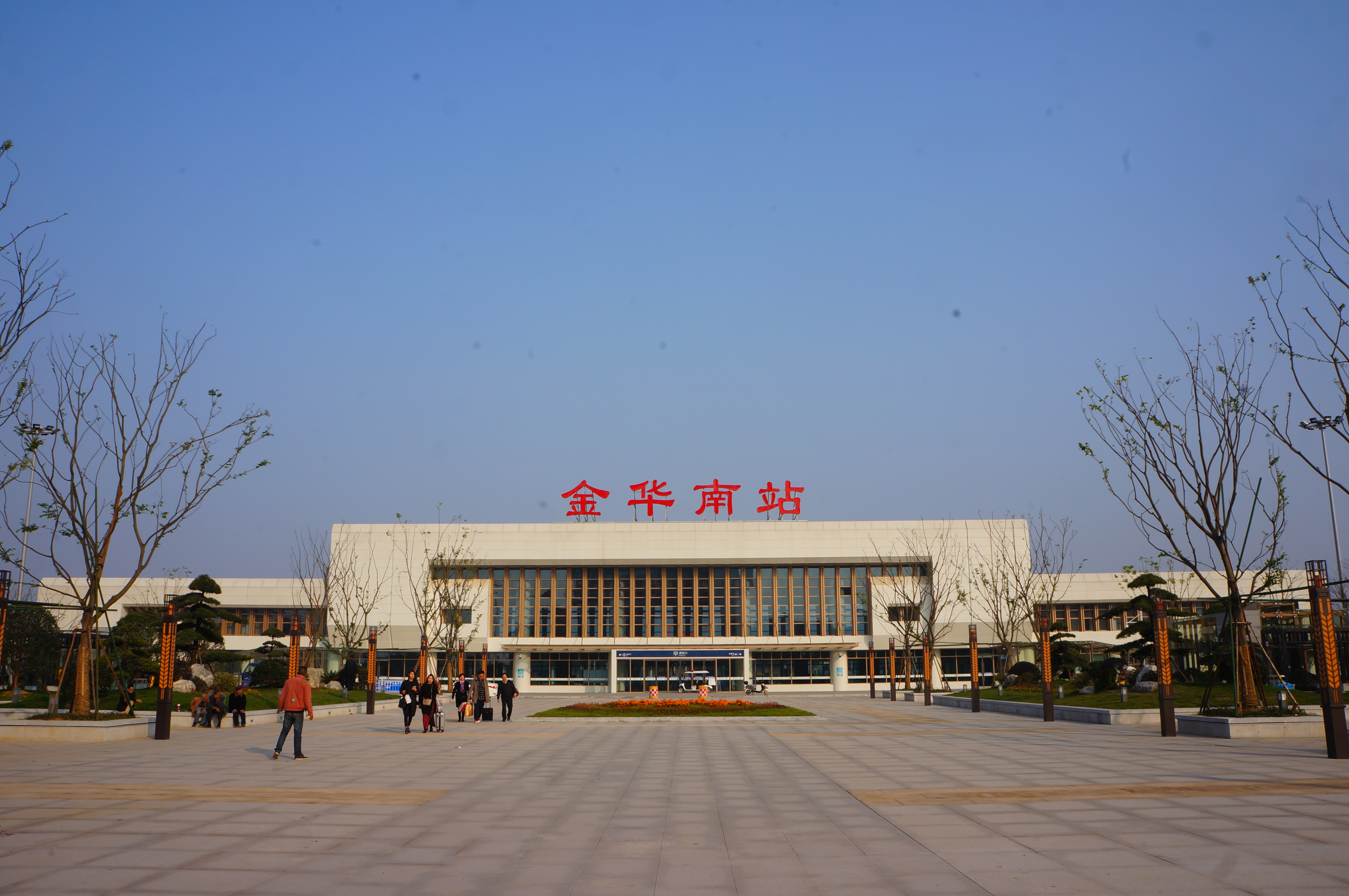
Der Südbahnhof von Jinhua

Der Stadtbezirk Jindong (金东区; Pinyin: Jīndōng Qū)  gehört zur bezirksfreien Stadt Jinhua in der südostchinesischen Provinz Zhejiang. Er hat eine Fläche von 657,7 Quadratkilometern und zählt 506.935 Einwohner (Stand: Zensus 2020).

## Administrative Gliederung
Auf Gemeindeebene setzt sich der Stadtbezirk aus zwei Straßenvierteln, acht Großgemeinden und einer Gemeinde zusammen. 